# ماخرن
ماخرن (به آلمانی: Machern) یک شهر در آلمان است که در لایپتسیگ واقع شده‌است. ماخرن ۶٬۷۴۶ نفر جمعیت دارد.